# Anthony Michael Hall
Pour les articles homonymes, voir Hall.
Anthony Michael Hall est un acteur, producteur et réalisateur américain né le 14 avril 1968 à Boston (Massachusetts).
Il se fait connaître grâce aux rôles d'adolescents geeks dans des comédies à succès dans les années 1980 : Seize Bougies pour Sam (1984), The Breakfast Club (1985) et Une créature de rêve (1985), ainsi que Johnny Smith dans la série télévisée Dead Zone. Il fait partie du Brat Pack.

## Biographie

### Jeunesse et formations
Michael Anthony Thomas Charles Hall naît le 14 avril 1968 dans le quartier de West Roxbury à Boston, en Massachusetts. Il est fils unique, de son père, Larry Hall, propriétaire de l'atelier de débosselage, et de sa mère, Mercedes Hall, chanteuse de blues-jazz. À six mois, ses parents divorcent,. À trois ans, avec sa mère, il aménage à la côte ouest des États-Unis, où elle a trouvé un emploi comme chanteuse. Un an et demi passé, ils retournent à l'est, où il grandira finalement à New York,. Sa mère se remarie à Thomas Chestaro, manager du show business, avec qui ils auront un enfant, Mary Chestaro : sa demi-sœur, qui deviendra chanteuse sous le nom de Mary C..
Jeune, il rentre à la St. Hilda's & St. Hugh's School (en) à New York avant d'assister aux cours à la Professional Children's School dans le quartier de Manhattan. Il commence sa carrière à l'âge de 16 ans, tout en continuant ses études Dans les années 1980, sa mère gère sa carrière, jusqu'à ce qu'elle cède ce rôle à son deuxième mari
Pour lancer sa carrière, il prend son deuxième prénom, Anthony, plutôt que Michael, parce qu'il existe un autre acteur qui s'appelle Michael Hall faisant déjà partie d'un membre de Screen Actors Guild.

### Carrière

#### Débuts, révélation et ascension
À 7 ans, Anthony Michael Hall commence sa carrière dans des publicités. En 1977, il est choisi pour interpréter le jeune Steve Allen dans la pièce de théâtre The Wake. Il continue à apparaître dans la pièce St. Joan of the Microphone, au festival de Lincoln Center Festival, ainsi qu'une autre avec Woody Allen. En 1980, il apparaît en jeune Edgar Allan Poe dans le téléfilm The Gold Bug de l'émission ABC Weekend Specials. En 1981, il endosse le costume de Huck Finn dans le téléfilm Rascals and Robbers: The Secret Adventures of Tom Sawyer and Huckleberry Finn de Dick Lowry. En 1982, il se révèle au grand écran, dans la comédie dramatique Six Pack de Daniel Petrie.
En 1983, après être apparu dans le téléfilm Au bout du chemin (Running Out) de Robert Day, il joue Russell « Rusty » Griswold, aux côtés de Chevy Chase et Beverly D'Angelo dans le rôle de leurs parents, dans la comédie Bonjour les vacances... (Vacation) de Harold Ramis, dont le scénario est écrit par John Hughes qui allait bientôt se pencher sur la réalisation et qui dira à propos du jeune acteur : « Pour Hall, à l'ombre de l'acteur principal Chevy, je pense, est une réalisation remarquable pour un enfant de 13 ans ». Ce film est un énorme succès, avec une revenue de 61 millions de dollars aux États-Unis. Il passe à d'autres projets, et refuse de reprendre son rôle pour la suite Bonjour les vacances 2 (National Lampoon's European Vacation, 1985).
En 1984, il est choisi pour le rôle de Farmer Ted, le maigrichon geek avec un appareil dentaire, dans le premier long métrage Seize Bougies pour Sam (Sixteen Candles) de John Hughes, en tant que scénariste et réalisateur. L'acteur dira : « Je m'y suis engagé et y ai joué comme un vrai gamin. Un geek est juste un nouveau venu ». Il trouve une place dans les spots publicitaires aux côtés de Molly Ringwald, surtout du magazine People Weekly qui revendique que l'acteur vole la vedette de Molly Ringwald. Malgré des résultats modérés, le film a fait d'une célébrité de Molly Ringwald et Anthony Michael Hall.
En 1985, il retrouve Molly Ringwald et John Hughes pour qui il interprète Brian Ralph Johnson, « le surdoué », dans la comédie dramatique The Breakfast Club, aux côtés de Emilio Estevez, Judd Nelson et Ally Sheedy. La critique Janet Maslin salue l'acteur, précisant qu'avec Molly Ringwald, ils sont les « meilleurs acteurs dans le film ». Même année, il est Gary Wallace, un désadapté sympathique, dans la comédie Une créature de rêve (Weird Science) d'encore John Hughes. Sheila Benson de Los Angeles Times souligne qu'Anthony Michael Hall est « l'ultime modèle » pour le personnage, mais elle reconnaît qu'« il est en train de dépasser le rôle » et « n'a pas besoin d'un brevet pour un enfant à la fois brillant et espiègle ». Il participe à l'émission Saturday Night Live à l'âge de 17 ans, et il est le plus jeune des membres de l'histoire. Il y joue de divers personnages jusqu'en 1986.

#### Déclin et retour
En 1986, ne voulant pas être enfermé dans ce type de rôle, il refuse ceux de Cameron Frye dans La Folle Journée de Ferris Bueller (Ferris Bueller's Day Off) de John Hughes et de Phil « Duckie » Dale dans Rose bonbon (Pretty in Pink) de Howard Deutch, dont les scénarios sont écrits pour lui,. Il monte plutôt en vedette dans le thriller Passeport pour une nuit blanche (Out of Bounds) de Richard Tuggle, film qui ne rapporte que des recettes brutes de 5 millions de dollars et que des critiques décevants. Le journaliste Roger Ebert du Chicago Sun-Times décrit ce film comme « une explosion à la fabrique de clichés ».
En 1987, après s'être vu proposer le rôle principal dans Full Metal Jacket de Stanley Kubrick, mais un accord financier ne peut être trouvé : il doit y renoncer et être remplacé par Matthew Modine, il apparaît en joueur de football prometteur qui rêve gloire et argent, aux côtés d'Uma Thurman et Robert Downey, Jr., dans Toutes folles de lui (Johnny be good) de Bud S. Smith.
En 1990, après une pause de deux ans en raison d'un problème d'alcool signalé, il est choisi, avec Johnny Depp et Winona Ryder, dans le film fantastique Edward aux mains d'argent (Edward Scissorhands) de Tim Burton.
En 1991, il interprète un acteur visitant la base aérienne militaire dans Into the Sun de Fritz Kiersch.
En 1993, il est Trent Conway, un homosexuel qui enseigne Will Smith, sans le sou, à duper les personnes riches, dans la comédie dramatique Six degrés de séparation (Six Degrees of Separation) de Fred Schepisi. À propos de ce film, il avoue plus tard que « c'est un rôle le plus difficile que jamais je n'ai eu ». Même année, il apparaît dans un épisode de la série horrifique Les Contes de la crypte (Tales from the Crypt).
En 1994, il réalise son premier long métrage à petit budget Hail Caesar pour Showtime, comédie dans laquelle il joue un ouvrier rêvant de devenir une star du rock, avec Samuel L. Jackson, Robert Downey, Jr. et Judd Nelson.
En 1999, après avoir participé dans des seconds rôles ou des films à petit budget, les spectateurs le retrouvent dans le téléfilm Les Pirates de la Silicon Valley (Pirates of Silicon Valley) de Martyn Burke, où il incarne Bill Gates, avec Noah Wyle dans le rôle de Steve Jobs, dans les années 1970-1980.

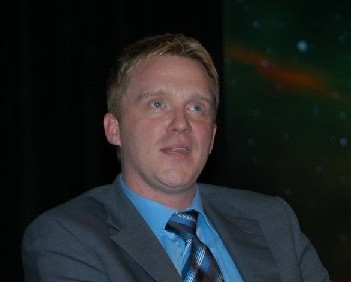
Anthony Michael Hall, en 2004.

En 2002, il est Johnny Smith dans la série fantastique Dead Zone, adaptation du roman Dead Zone de Stephen King, pour la chaîne USA Network. De cette série, il est coproducteur des trois premières saisons, producteur de la cinquième saison et coproducteur délégué de la sixième saison. Il en a même réalisé un épisode intitulé En direct (The Cold Hard Truth) dans la troisième saison.
En 2008, il apparaît dans le rôle du reporter Mike Engel dans le film de super-héros The Dark Knight : Le Chevalier noir (The Dark Knight) de Christopher Nolan.
En 2011, il apparaît comme antagoniste principal dans la troisième saison de la série de science-fiction Warehouse 13. Il y joue Walter Sixes dans cinq épisodes, jusqu'en 2012. Même année, il prête sa voix au personnage Tom dans un épisode de la série d'animation American Dad!, et que l'on retrouvera dans un autre épisode en 2019.

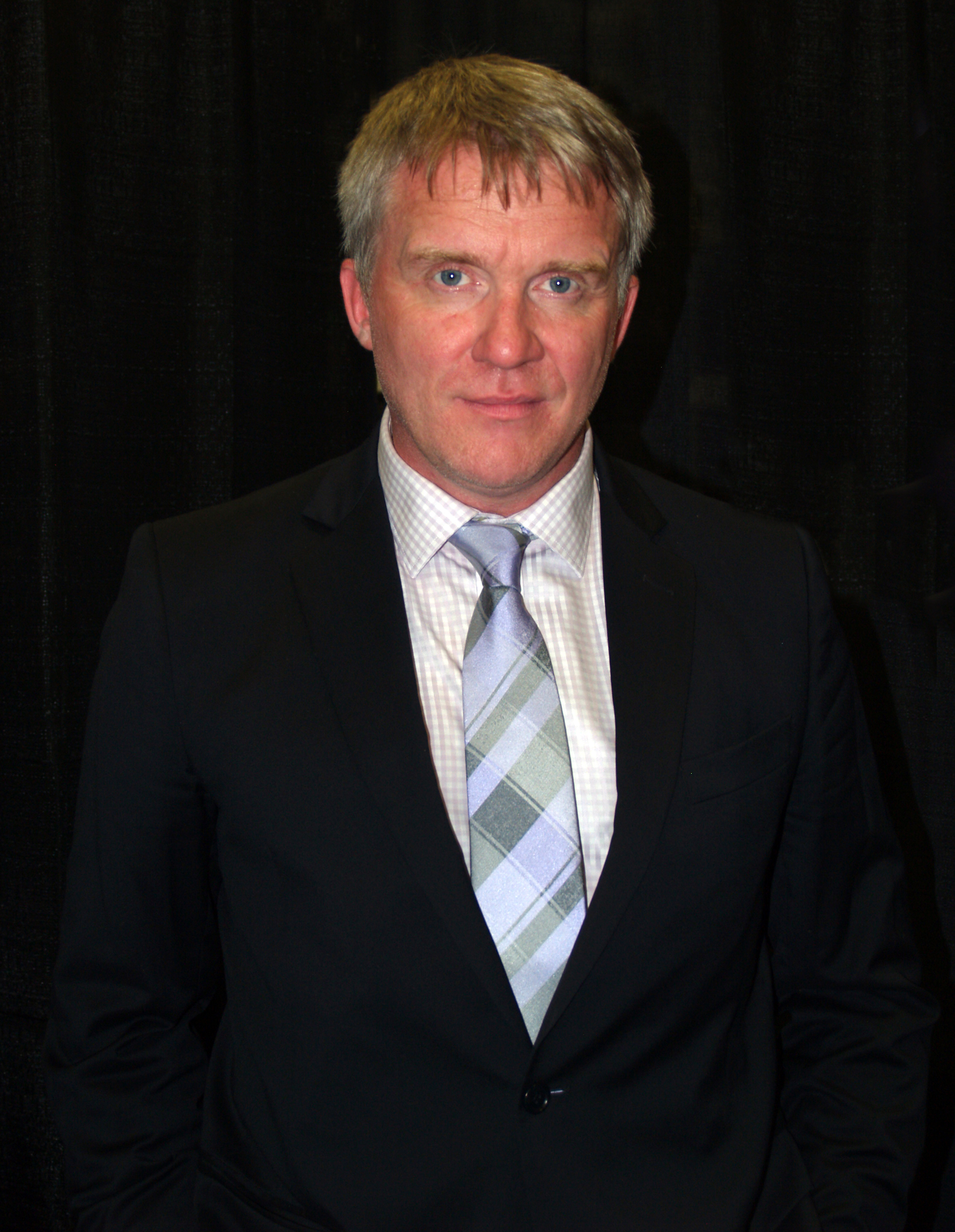
Anthony Michael Hall, en 2013.

Dès 2013, il fait une apparition, plus ou moins, dans des films tels que Aftermath de Thomas Farone, Dead in Tombstone de Roel Reiné, Friend Request (Unfriend) de Simon Verhoeven, Foxcatcher (2014) de Bennett Miller, Live by Night (2017) de Ben Affleck, War Machine (2017) de David Michôd et Bodied (2017) de Joseph Kahn, ainsi que des séries Awkward, Psych : Enquêteur malgré lui (Psych), Rosewood (2015), Z Nation (2015) et Riverdale (2018).
Le 26 août 2019, on annonce qu'il est choisi pour le rôle de Tommy Doyle dans le film d'horreur Halloween Kills de David Gordon Green, qui sortira en 2021. Même année, il apparaît comme gardien de sécurité dans le sitcom Les Goldberg (The Goldbergs, avant de changer de personnage en M. Perrot dans 5 épisodes en 2020.

## Filmographie

### Cinéma

#### Longs métrages
- 1982 : Six Pack de Daniel Petrie : Doc
- 1983 : Bonjour les vacances... (Vacation) de Harold Ramis : Russell « Rusty » Griswold
- 1984 : Seize Bougies pour Sam (Sixteen Candles) de John Hughes : Farmer Ted, le geek
- 1985 : The Breakfast Club de John Hughes : Brian Ralph Johnson
- 1985 : Une créature de rêve (Weird Science) de John Hughes : Gary Wallace
- 1986 : Passeport pour une nuit blanche (Out of Bounds) de Richard Tuggle : Daryl Cage
- 1988 : Toutes folles de lui (Johnny be good) de Bud S. Smith : Johnny Walker
- 1990 : Galacticop (A Gnome Named Gnorm) de Stan Winston : Casey Gallagher
- 1990 : Edward aux mains d'argent (Edward Scissorhands) de Tim Burton : Jim
- 1991 : Into the Sun de Fritz Kiersch : Tom Slade
- 1993 : Six degrés de séparation (Six Degrees of Separation) de Fred Schepisi : Trent Conway
- 1994 : Hail Caesar de lui-même : Julius Caesar McMurty
- 1994 : Who Do I Gotta Kill? de Frank Rainone : Kevin Friedland, l'ami de Jimmy
- 1996 : The Grave de Jonas Pate : Travis
- 1996 : Exit in Red de Yurek Bogayevicz : Nick
- 1997 : Trojan War de George Huang : le conducteur de bus
- 1997 : Cold Night Into Dawn de Serge Rodnunsky : Eddie Rodgers
- 1997 : The Killing Grounds de Kurt Anderson : l'homme d'Art Styles
- 1999 : Dirt Merchant de B.J. Nelson : Jeffry Alan Spacy
- 1999 : 2 Little, 2 Late de Tony Smith : M. Burggins
- 2000 : Happy Accidents de Brad Anderson : lui-même
- 2000 : Éternelle vengeance (Revenge) de Marc S. Grenier : Brian Cutler
- 2000 : The Photographer de Jeremy Stein : Greg
- 2001 : The Caveman's Valentine de Kasi Lemmons : Bob
- 2001 : Va te faire foutre Freddy ! (Freddy Got Fingered) de Tom Green : Dave Davidson
- 2002 : Chasseurs de primes (All About the Benjamins) de Kevin Bray : Lil J
- 2005 : Funny Valentine de Jeff Oppenheimer : Josh
- 2007 : L.A. Blues d'Ian Gurvitz : Larry
- 2008 : The Dark Knight : Le Chevalier noir (The Dark Knight) de Christopher Nolan : Mike Engel
- 2013 : Aftermath de Thomas Farone : Tom Fiorini
- 2013 : Sexy Evil Genius de Shawn Piller : Mark Von Dutch
- 2013 : Dead in Tombstone de Roel Reiné : Red Cavanaugh
- 2013 : Friend Request (Unfriend) de Simon Verhoeven : Burk
- 2014 : Foxcatcher de Bennett Miller : Jack
- 2015 : Results d'Andrew Bujalski : Grigory
- 2016 : Natural Selection de Chad L. Scheifele : M. Stevenson
- 2017 : Live by Night de Ben Affleck : Gary Smith
- 2017 : The Lears de Carl Bessai : Glenn Lear
- 2017 : War Machine de David Michôd : Greg Pulver
- 2017 : Bodied de Joseph Kahn : le professeur Merkin
- 2020 : Something About Her de Carl Colpaert : Jack
- 2021 : Halloween Kills de David Gordon Green : Tommy Doyle
- 2024 : Riposte (Trigger Warning) de Mouly Surya
- 2024 : Air Force One Down de James Bamford : Sam Waitman

#### Courts métrages
- 1990 : Whatever Happened to Mason Reese de Brett Ratner : Mason Reese (voix)
- 1995 : Ripple de Jonathan Segal : Marshall Gray

### Télévision

#### Téléfilms
- 1982 : Rascals and Robbers: The Secret Adventures of Tom Sawyer and Huckleberry Finn de Dick Lowry : Huckleberry « Huck » Finn
- 1983 : Au bout du chemin (Running Out) de Robert Day : Kylie
- 1994 : Texas de Richard Lang : Yancey Quimper (vidéo)
- 1995 : A Bucket of Blood de Michael McDonald : Walter Paisley
- 1996 : Panique sur le vol 285 (Hijacked: Flight 285) de Charles Correll : Peter Cronin
- 1999 : Les Pirates de la Silicon Valley (Pirates of Silicon Valley) de Martyn Burke : Bill Gates
- 1999 : Un don surnaturel (A Touch of Hope) de Craig R. Baxley : Dean Kraft
- 2001 : 61* de Billy Crystal : Whitey Ford
- 2001 : Hysteria: The Def Leppard Story de Robert Mandel : Mutt Lange
- 2001 : Hitched de Wesley Strick : Ted Robbins
- 2007 : Vol 732 : Terreur en plein ciel (Final Approach) d'Armand Mastroianni : Greg Gilliad
- 2011 : Celui qui reste (Last Man Standing) d'Ernest R. Dickerson : Nick Collins
- 2013 : Zombie Night de John Gulager : Patrick

#### Séries télévisées
- 1979 : Jennifer's Journey : Michael
- 1980 : ABC Weekend Specials : le garçon (saison 3, épisode 8)
- 1993 : Les Contes de la crypte (Tales from the Crypt) : Reggie Skulnick (saison 5, épisode 9)
- 1995 : New York Police Blues : Hanson Riker (saison 2, épisode 13)
- 1995 : Deadly Games : Chuck Manning
- 1996 : Arabesque : Les Franklin (saison 12, épisode 22)
- 1996 - 1999 : Les Anges du bonheur (Touched by an Angel) : Thomas Prescott
- 1997 : Claude's Crib : Shorty (9 épisodes)
- 1997 : The Jamie Foxx Show : Tim (saison 2, épisode 6)
- 1997 : Diagnostic : Meurtre (Diagnosis Murder) : Dr Johnson (saison 5, épisode 6)
- 1998 : Poltergeist : Les Aventuriers du surnaturel (Poltergeist: The Legacy) : John Griffin (saison 3, épisode 8)
- 1998 : The Crow : Reid Truax (saison 1, épisode 21)
- 1999 : Chicken Soup for the Soul : Chris / Dr Gigglebones
- 2000 : Les Prédateurs (The Hunger) : Michael (saison 2, épisode 14)
- 2002 - 2007 : Dead Zone (The Dead Zone) : Johnny Smith
- 2007 : Entourage : lui-même (saison 4, épisode 2)
- 2008 : Gotham Tonight : Mike Engel
- 2009 - 2011 : Community : Mike (2 épisodes)
- 2010 : Les Experts : Miami (CSI: Miami) : James Bradston (saison 8, épisode 14)
- 2011 : Super Hero Family (No Ordinary Family) : Roy Minor (saison 1, épisode 16)
- 2011 - 2012 : Warehouse 13 : Walter Sixes
- 2011 - 2019 : American Dad! : Tom (voix)
- 2013 : Awkward : M. Hart
- 2013 : Psych : Enquêteur malgré lui (Psych) : Harris Trout (3 épisodes)
- 2015 : Rosewood : Détective Willet (saison 1, épisode 1)
- 2015 : Z Nation : Gideon Gould (saison 2, épisode 11)
- 2016 : First Murder : Paul Barnes (5 épisodes)
- 2016 : Bizarre Transmissions from the Bermuda Triangle (saison 2, épisode 1)
- 2018 : Riverdale : le professeur délégué Featherhead (saison 3, épisode 4)
- 2019 : Marvel : Les Agents du SHIELD (Marvel's Agents of S.H.I.E.L.D.) : M. Kiston (saison 6, épisode 7)
- 2019 : Broken Ground (saison 1, épisode 2)
- 2019 - 2020 : Les Goldberg (The Goldbergs : le gardien de sécurité / Mr Perott (voix)
- 2020 : Blacklist (The Blacklist) : Robbie
- 2022 : Bosch: Legacy : William Baron
- 2025 : Reacher : Zachary Beck (saison 3)

### Producteur

#### Longs métrages
- 2005 : Funny Valentine de Jeff Oppenheim
- 2006 : Hoboken Hollow de Glen Stephens
- 2013 : Aftermath de Thomas Farone
- 2013 : Friend Request (Unfriend) de Simon Verhoeven

#### Série télévisée
- 2002 - 2007 : Dead Zone (68 épisodes)

### Réalisateur
- 1994 : Hail Caesar
- 2004 : Dead Zone (saison 3, épisode 4)

## Voix françaises
| - Xavier Fagnon dans : - Dead Zone (série télévisée) - Vol 732 : Terreur en plein ciel - Les Experts : Miami (série télévisée) - Super Hero Family (série télévisée) - Psych : Enquêteur malgré lui (série télévisée) - Éric Legrand (*1952 - 2025) dans : - The Breakfast Club - Une créature de rêve - Mark Lesser dans (les téléfilms) : - Texas - Éternelle Vengeance - Loïc Houdré dans : - L.A. Blues - Dead in Tombstone - Pascal Germain dans : - War Machine - Live by Night - Bernard Bollet dans : - Foxcatcher - Halloween Kills - Jean-François Aupied dans (les séries télévisées) : - Riverdale - Reacher | Et aussi - Alexandre Gillet dans Arabesque (série télévisée) - Francette Vernillat (*1937 - 2019) dans Bonjour les vacances... - Vincent Ropion dans Seize Bougies pour Sam - José Luccioni (*1949 - 2022) dans Toutes folles de lui - Jean-François Vlérick dans Galacticop - Serge Faliu dans Edward aux mains d'argent - Éric Missoffe dans Poltergeist : Les Aventuriers du surnaturel (série télévisée) - Denis Laustriat dans Un don surnaturel (téléfilm) - Jérôme Pauwels dans Hysteria: The Def Leppard Story (téléfilm) - Martial Le Minoux dans The Dark Knight : Le Chevalier noir - Mathieu Buscatto dans Warehouse 13 (série télévisée) - Éric Marchal dans Rosewood (série télévisée) - Michel Dodane dans Bosch: Legacy (série télévisée) - Stefan Godin dans Air Force One Down - Éric Herson-Macarel dans Riposte - David Krüger dans Mercredi (série télévisée) |